# Pierre-Eugène Grandsire
Pour les articles homonymes, voir Grandsire (homonymie).
Pierre-Eugène Grandsire (né à Orléans le 18 mars 1825 , mort à Paris 17e le 27 mai 1905) est un peintre français.

## Biographie

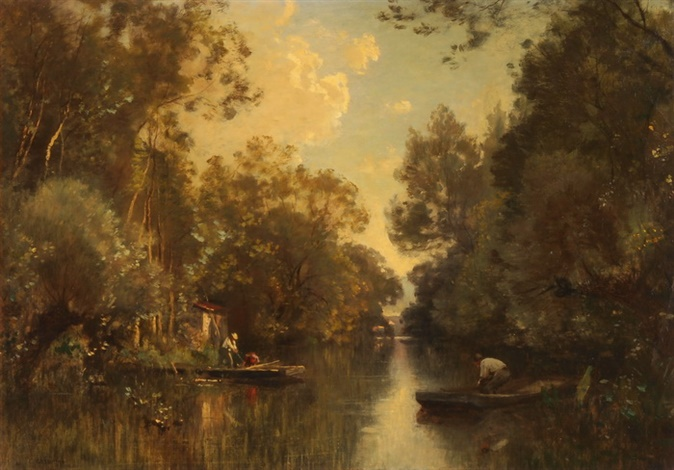
Pierre-Eugène Grandsire : Paysage de rivière avec deux bateaux (collection particulière)

Pierre Eugène Grandsire fut un élève des peintres Jules Noël et Jules Dupré. En 1852, il entreprit un voyage d'étude à Venise. D'autres voyages l'ont mené plus tard en Autriche, en Flandre et en Espagne. Ses sujets de prédilection sont la plupart du temps l'image romantique de paysages forestiers et des vues de villes portuaires, prenant comme motifs des lieux des pays visités, par exemple Venise.
En France, il peint des vues autour de Paris, des Vosges, de la Bretagne et de la Normandie. Ses images de la vallée de la Creuse ont été saluées par l'écrivain George Sand dans Promenades autour d'un village (1857). Les  tableaux peints par Grandsire ont un éclairage efficace qui lui a permis d'être à son époque un peintre à succès.
Il expose régulièrement au Salon de Paris à partir de 1850 et reçut une médaille de bronze aux expositions de 1889 et de 1900 médaille de bronze. En plus de ses aquarelles, Grandsire a aussi peint des pastels et fait des dessins. De nombreuses illustrations dessinées par lui ont été publiées dans des magazines tels que Le Magasin pittoresque, Le Monde illustré, Le Tour du monde et de L'Illustration.
En 1874, il fut fait chevalier de la Légion d'Honneur.

## Œuvres
La liste ci-après est très incomplète :
- Soleil couchant à Anvers (Musée des Beaux-Arts d'Orléans)
- Halte du saulnier à Batz-sur-Mer(collection particulière)[2]
- Visite de la reine Victoria à Saint-Cloud
- Bateau de pêche à Dieppe
- Voiliers (Vieux port d'Anvers)
- Panorama de Brno avec le château de Spilberk (dessin)
- Vue de Québec dans les années 1860[3]
- Palais Cavalli, Venise (collections du domaine national de Chambord[4])
- Bagatelle (Seine-Inférieure), œuvre reproduite en lithographie par Lemercier à Paris (coll. pers.)

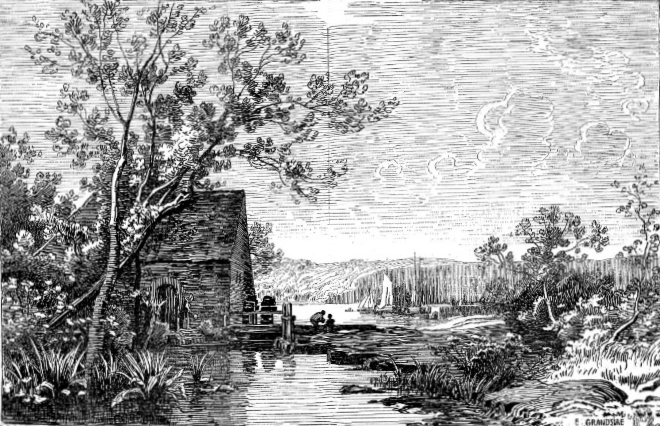
Pierre-Eugène Grandsire : Le moulin Simoneau à Pont-Aven (dessin d'après son tableau exposé au Salon de 1877)